# Firebase
Фајербејс (енгл. Firebase) је компанија из Сан Франциска, Калифорнија која пружа бекенд (енгл. backend) услуге и услуге рачунарства у облаку. Компанија производи велики број производа за програмере мобилних и веб апликација. Фајербејс су основали Андру Ли (енгл. Andrew Lee) и Џејмс Тамплин (енгл. James Tamplin) 2011. године и почели са радом у априлу 2012. године са базом података за рад у реалном времену у облаку. Основни производ Фајербејс компаније је база података за рад у реалном времену која пружа апликациони програмски интерфејс (АПИ) који омогућава програмерима да складиште и синхронизују податке преко различитих клијената. Компанију је купио Гугл (енгл. Google) у октобру 2014. године.

## Историја
Фајербејс је настала од компаније Енволв (енгл. Envolve), коју су основали Тамплин и Ли као стартап компанију 2011. године. Енволв је програмерима пружао АПИ који им је омогућавао да интегришу сервис за "ћаскање" (енгл. chat) у своју веб страницу. Након објављивања сервиса за ћаскање, Тамплин и Ли су приметили да је сервис коришћен за пренос апликационих података који нису били намењени за ћаскање. Програмери су користили Енволв да синхронизују апликационе податке као што су тренутна стања игрица, у реалном времену, између њихових корисника. Тамплин и Ли су одлучили да одвоје сервис за ћаскање од архитектуре за рад у реалном времену, која га покреће, и основали су одвојену Фајербејс компанију у априлу 2012. године. Фајербејс је прикупио 1,4 милиона долара оснивачког капитала у Мају 2012. од различитих фондова који се баве финансирањем новоотворених компанија као што су Флајбриџ (енгл. Flybridge Capital Partners), Грејлок (енгл. Greylock Partners), НEA (енгл. NEA) и друге. Компанија је такође прикупила 5,6 милиона долара на почетку пословања у јуну 2013. године. Фајербејс је 21. октобра 2014. објавио да га је купио Гугл (енгл. Google) али нису објавили за коју цену.

## Услуге

### База података за рад у реалном времену
Фајербејс пружа услуге базе података за рад у реалном времену и бекенд услуге. Сервис програмерима апликација пружа АПИ који омогућава синхронизовање апликационих података преко клијената и њихово складиштење на облак (енгл. cloud). Компанија пружа клијентске библиотеке које омогућавају интеграцију са Android, iOS, JavaScript, Јаva, Objective-C i Node.js апликацијама. Бази података се такође може приступити преко РЕСТ АПИ и веза за неколико Јаваскрипт библиотека као што су AngularJS, React, VueJS, Ember.js и Backbone.js. РЕСТ АПИ користи серверски протокол за слање догађаја, што је у ствари АПИ за креирање HTTP конекција које се користе за примање нотификација са сервера. Програмери, коришћењем базе података за рад у реалном времену, могу да осигурају своје податке коришћењем прописаних безбедносних правила које пружа компанијски сервер.

### Хостинг
Фајербејс Хостинг (енгл. Hosting) је сервис за складиштење статичког садржаја који је пуштен у рад 13. маја 2014. године. Подржава складиштење статичких датотека као што су CSS, HTML, JavaScript и друге датотеке које се не мењају динамички. Сервис испоручује датотеке преко мреже за доставу садржаја (енгл. C-ontent Delivery Network (CDN)) коришћењем HTTPS протокола и SSL енкрипције. Фајербејс послује са компанијом Фастли (енгл. Fastly) како би унапредио услуге Фајербејс Хостинга. Компанија тврди да је Фајербејс Хостинг настао из захтева корисника, програмери су користили Фајербејс због своје базе података у реалном времену, али им је требало место за складиштење њиховог садржаја.

### Фајербејс аутентификација
Фајербејс аутентификација је сервис који може да аутентификује кориснике користећи само кôд са клијентске стране. Подржава пријаву преко налога за Фејсбук (енгл. Facebook), Гит Хаб (енгл. GitHub), Твитер (енгл. Twitter) и Гугл (енгл. Google). Додатно, укључује систем управљања налога корисника, при чему програмери могу да омогуће аутентификацију корисника преко имејла (енгл. email) и шифре за пријаву на Фајербејс директно.

## Пројекти отвореног кода

### Фајерпед
Фајерпед (енгл. Firepad) је едитор отвореног кода за сарадњу у реалном времену. Пуштен у рад под MIT лиценцом. Неколико едитора користи Фајерпед, укључујући Атласион (енгл. Atlassion) и Кодинг (енгл. Koding).

### Фајерчет
Фајерчет (енгл. Firechat) је апликација за ћаскање (енгл. chat) отвореног кода. Пуштена је у рад под MIT лиценцом.